# Jabir ibn Hayyan

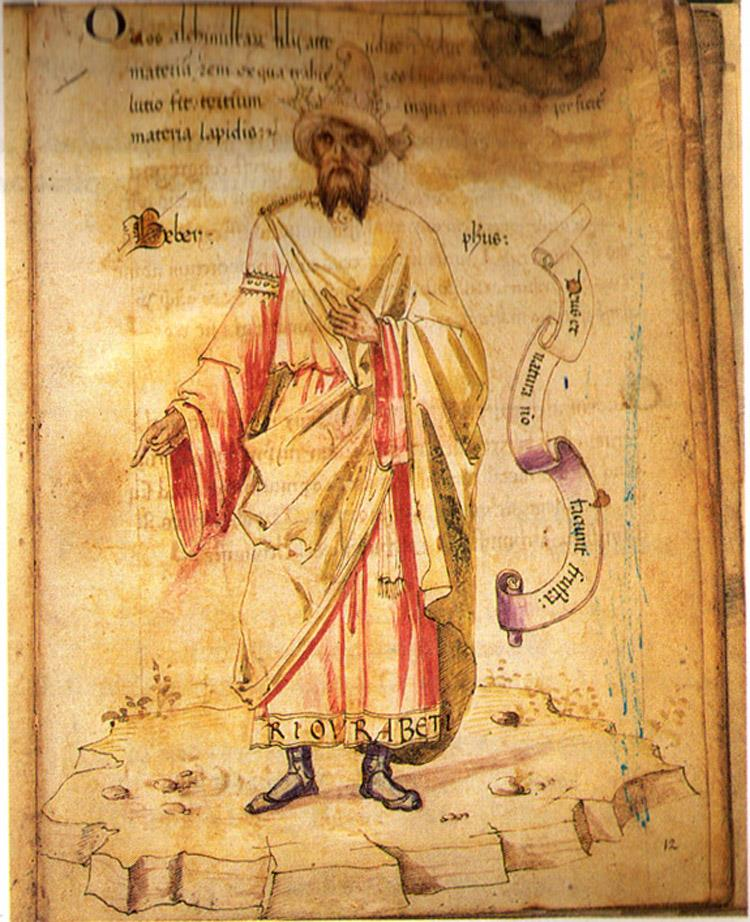
Abu Musa Jābir ibn Hayyān

Abu Musa Jābir ibn Hayyān (Arabisch: جابر ابن حيان ), (Khorasan (Iran), ongeveer 721 - Koefa (Irak), 815) wordt "de vader van de Arabische alchemie" genoemd. Het is niet duidelijk of hij van Arabische dan wel van Perzische afkomst was. Soms wordt hij verward met Geber, een 14e-eeuws Latijns alchemist die zich op Jābirs analyse van substanties baseerde voor zijn eigen corpusculaire theorie van materie. In Europa wordt soms naar Jābir als 'Geber' verwezen en naar de latere alchemist als 'pseudo-Geber'. Deze laatste was waarschijnlijk een Spaans alchemist die zijn Latijnse vertalingen ondertekende met 'Geber', een verwesterde vorm van de naam 'Jābir'.
Hij leefde en stierf in Koefa en praktiseerde er alchemie en medicijnen onder bescherming van de Barmaki Vizier tijdens de regering van kalief Harun al Rashid. De Barmaki's werden echter uit hun ambt gestoten en hij stierf dan ook in gevangenschap.
Hij is de auteur van zo'n 500 traktaten, waarvan 22 over alchemie handelen. Jabir ibn Hayyan is vooral bekend omdat hij probeerde de alchemie tot een meer wetenschappelijke methode te ontwikkelen en omdat hij voor de resultaten van zijn werk ook toepassingen zocht. Men kan hem daarom met enig recht als de eerste chemicus zien.
Hij maakte zich verdienstelijk in de ontwikkeling van een aantal basistechnieken zoals kristallisatie, calcinatie, sublimatie en verdamping. Hij ontwikkelde de alembiek, een speciaal voor destillatie bedachte kolf. Hij bereidde verschillende minerale zuren. Hij deed een poging stoffen in klassen onder te verdelen zoals vluchtige substanties als kamfer, arseen en salmiak tegenover metalen als goud, zilver, koper en lood en ten derde materialen die tot poeder fijngestampt kunnen worden.
Hij verklaarde zelfs dat het belangrijk was stoffen in bepaalde verhoudingen met elkaar te mengen, een vermoeden dat pas eeuwen later in de wetten van de stoichiometrie bevestigd zouden worden. Termen als alkali (in alkalimetaal) zijn van hem afkomstig.
Sommige van zijn boeken, waaronder Kitab-al-Kimya werden al vroeg ook in Latijn en andere talen van het westen vertaald, maar sommige van zijn geschriften moeten nu nog bestudeerd en uitgegeven worden.